# Barretina

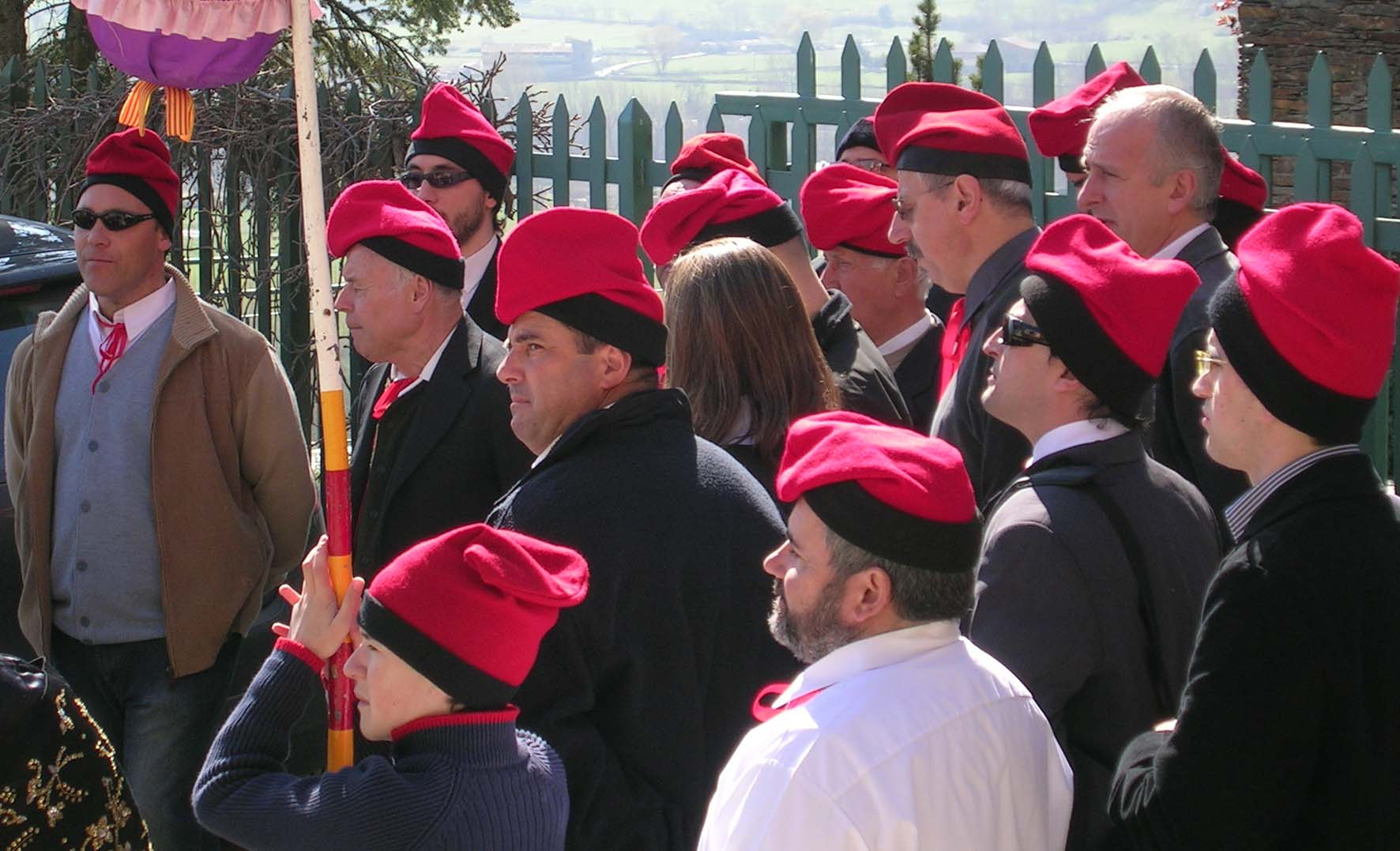
Mężczyźni noszący barretiny

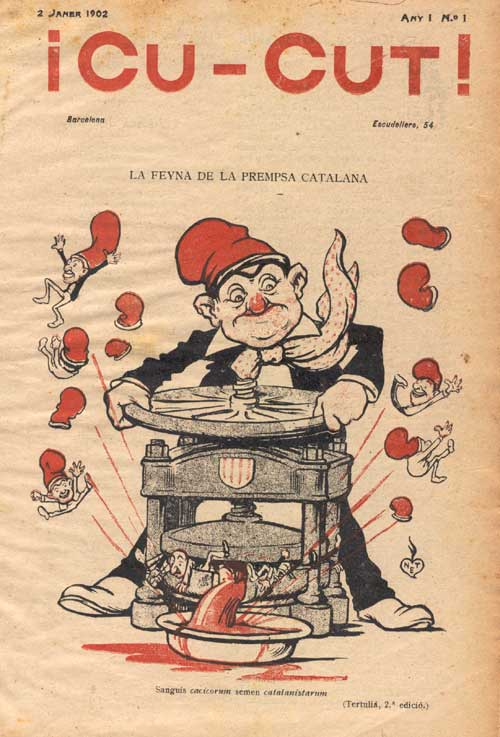
Pierwszy numer (1902) satyrystycznego magazynu w języku hiszpańskim i katalońskim – ¡Cu-Cut! (na okładce postać z barretiną na głowie)

Barretina – rodzaj nakrycia głowy noszony w południowej części Europy (również w Hiszpanii). Jest to tradycyjny kataloński kapelusz często noszony przez mężczyzn. Ma on formę, zwykle czerwonego (rzadziej fioletowego), worka. W różnych odmianach noszony na obszarach chrześcijańskiej kultury Morza Śródziemnego takich jak Katalonia, Walencja, Ibiza, Prowansja, Korsyka, Sycylia, Sardynia oraz częściach Neapolu, Półwyspu Bałkańskiego i Portugalii. W Katalonii i Ibizie mężczyźni nosili go (szczególnie na obszarach wiejskich) od XIX wieku.
Dzisiaj barretina nie jest już w powszechnym użyciu, ale nadal używana jest do tańców folkowych lub jako symbol katalońskiej tożsamości. Salvador Dalí ponownie spopularyzował ten rodzaj nakrycia głowy na początku XX wieku.

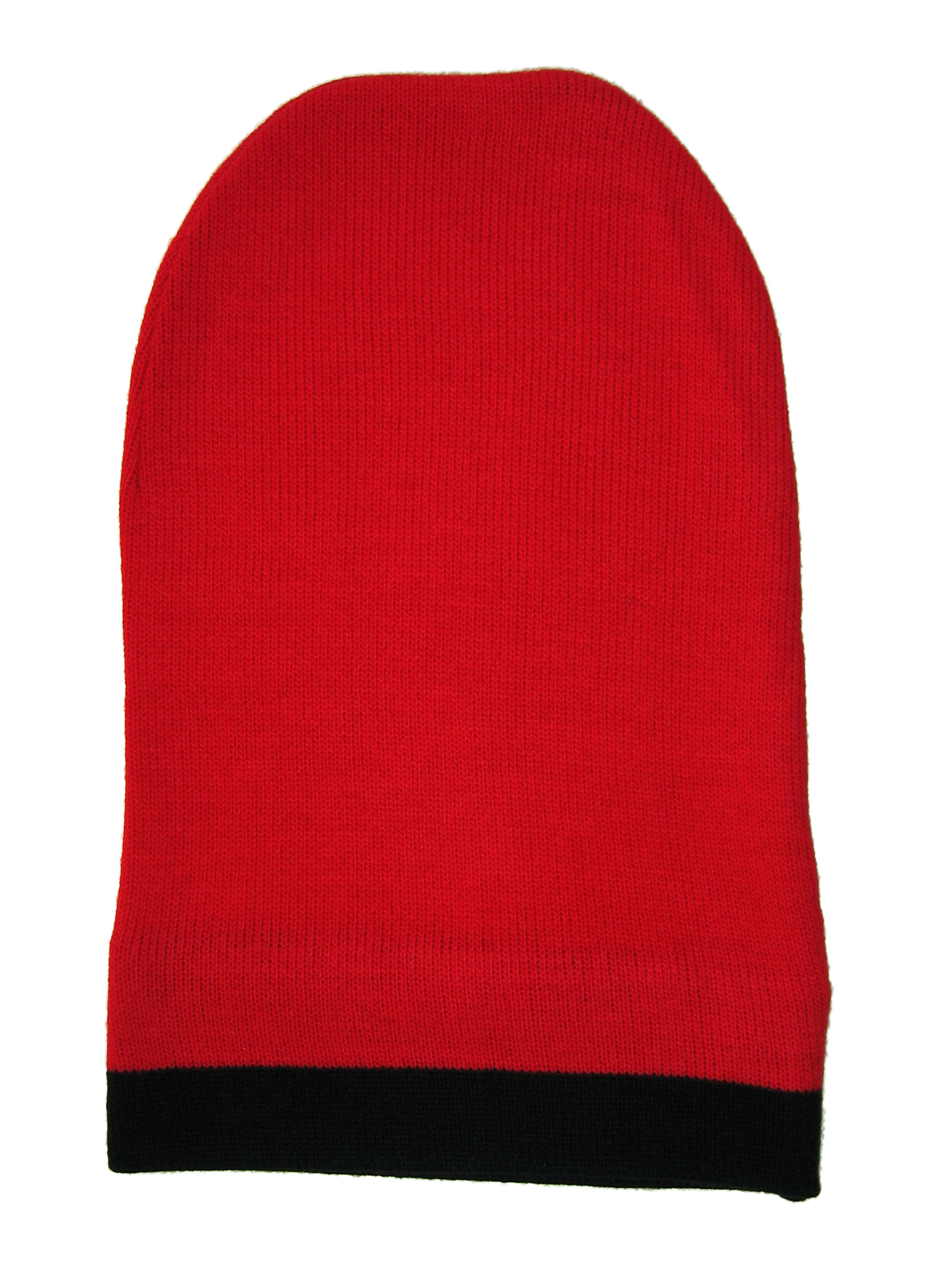
Typowa barretina